# HMS Bristol (1910)
Za druge ladje glejte HMS Bristol.
HMS Bristol je bila lahka križarka razreda town Kraljeve vojne mornarice.
Bila je prva britanska ladja, ki je bila udeležena v vojaški akciji med prvo svetovno vojno.